# Distrito de Santa Lucía (Lampa)
Santa Lucía es un distrito ubicado en la provincia de Lampa en el departamento peruano de Puno. En el año 2007 tenía una población de 7.692 habitantes y una densidad poblacional de 4,8 personas por km². Para el año 2017 la población descendió a 7028 habitantes de los cuales 3750 son hombres y 3 750 son mujeres (2017). Abarca un área total de 1595,67 km². Fue creado por la Ley n.º 8249 el 17 de abril de 1936.
Creada el 17 de abril de 1936, distrito de la provincia de Lampa, con 672 km², perteneciente a la provincia de Lampa, se encuentra en la vía de la carretera Arequipa-Yura-Patahuasi km 201+700 RN-30B, rodeada de los Cerros Saya, Hichoccollo, Auquiras, se encuentra cerca a la laguna denominada Lagunillas, lugar donde se inició con los primeros criaderos de trucha en esta región, dicho distrito limita con el departamento de Arequipa. 
Desde el punto de vista jerárquico de la Iglesia católica forma parte de la diócesis de Puno en la arquidiócesis de Arequipa.

## Geografía
Santa Lucía se encuentra ubicado en las coordenadas 15°41′44″S 70°36′33″O / -15.69556, -70.60917. Según el INEI, Santa Lucía tiene 1595,67 km² y se encuentra situada en el sur de la provincia de Lampa, en la zona central del departamento de Puno y en la parte sur del territorio peruano. Se halla a una altitud de 4045 m s. n. m.
| Noroeste: distrito de Condoroma           | Norte: distrito de Ocuviri y distrito de Paratia | Noreste: distrito de Lampa      |
| Oeste: distrito de Callalli               |                                                  | Este: distrito de Cabanilla     |
| Suroeste distrito de San Antonio de Chuca | Sur: distrito de Cabanillas                      | Sureste: distrito de Cabanillas |

## Demografía
Según el censo peruano de 2007, había 5573 personas residiendo en Santa Lucía. La densidad de población era 4,8 hab./km².

## Turismo
- El Hatun Phausa, catarata impresionante con una caída aprox. de 90 m de altura. Ubicado en la comunidad de Cayachira Distrito de Santa Lucía
- Las duplicataratas de Laramicaya
- Laramicaya
- El peñón de Cayachira, gigantesca roca ubicado en la comunidad de Cayachira, es impresionante y a su vez misteriosa
- El hoyo solar (unulunsani), ubicado en la comunidad de Cayachira Distrito de Santa Lucía
- Una gastronomía única
- El hombre descansando, es una misteriosa formación en una roca casi idéntico a un hombre descansando de perfil, esta imagen se encuentra precisamente en la catarata o llamada cascada.
- Puente río Verde
- El agua de Socosani
- Aguas termales de Pinaya
- Cráneo petrificado en las aguas termales de Pinaya
- Mini catarata de Orduña
- Peñas blancas de Orduña
- Palomas petrificado en palomani

## Folclore
Se disfrutan sus fiestas carnavalescas como el machutinkay, y de su fiesta central como es el 8 de diciembre una fecha en donde diversos conjuntos participan en honor a la patrona como es de "virgen inmaculada concepción" y 03 conjuntos de sikuris afiliados a la FRFCP

## Autoridades

### Municipales
- 2019 - 2022[4]
  - Alcalde: Ángel Castillo Colque, de Poder Andino.
  - Regidores:

  1. Teófilo Eladio Aliaga Marin (Poder Andino)
  2. Eusebio Taco Ayque (Poder Andino)
  3. Elizabeth Cabana Huayta (Poder Andino)
  4. Víctor Cipriano Ticona Hañari (Poder Andino)
  5. Gregorio Cabana Cayllahua ( PDR)